# Grand Prix Formule 1 van Canada 2008
De Grand Prix Formule 1 van Canada 2008 werd gehouden van 6 tot 8 juni 2008 op het Circuit Gilles Villeneuve. Het is de 28e race op dit circuit en de 40e in dit land. De editie in 2008 werd gewonnen door Robert Kubica.

## Kwalificatie
| Positie | Nummer | Naam                 | Team                | Q1        | Q2       | Q3        | Grid |
| ------- | ------ | -------------------- | ------------------- | --------- | -------- | --------- | ---- |
| 1       | 22     | Lewis Hamilton       | McLaren-Mercedes    | 1:16.909  | 1:17.034 | 1:17.886  | 1    |
| 2       | 4      | Robert Kubica        | BMW Sauber          | 1:17.471  | 1:17.679 | 1:18.498  | 2    |
| 3       | 1      | Kimi Räikkönen       | Ferrari             | 1:17.301  | 1:17.364 | 1:18.735  | 3    |
| 4       | 5      | Fernando Alonso      | Renault             | 1:17.415  | 1:17.488 | 1:18.746  | 4    |
| 5       | 7      | Nico Rosberg         | Williams-Toyota     | 1:17.991  | 1:17.891 | 1:18.844  | 5    |
| 6       | 2      | Felipe Massa         | Ferrari             | 1:17.231  | 1:17.353 | 1:19.048  | 6    |
| 7       | 23     | Heikki Kovalainen    | McLaren-Mercedes    | 1:17.287  | 1:17.684 | 1:19.089  | 7    |
| 8       | 3      | Nick Heidfeld        | BMW Sauber          | 1:18.082  | 1:17.781 | 1:19.633  | 8    |
| 9       | 17     | Rubens Barrichello   | Honda               | 1:18.256  | 1:18.020 | 1:20.848  | 9    |
| 10      | 10     | Mark Webber          | Red Bull-Renault    | 1:17.582  | 1:17.523 | geen tijd | 10   |
| 11      | 12     | Timo Glock           | Toyota              | 1:18.321  | 1:18.031 |           | 11   |
| 12      | 8      | Kazuki Nakajima      | Williams-Toyota     | 1:17.638  | 1:18.062 |           | 12   |
| 13      | 9      | David Coulthard      | Red Bull-Renault    | 1:18.168  | 1:18.238 |           | 13   |
| 14      | 11     | Jarno Trulli         | Toyota              | 1:18.039  | 1:18.327 |           | 14   |
| 15      | 6      | Nelson Piquet jr.    | Renault             | 1:18.505  | 1:18.393 |           | 15   |
| 16      | 14     | Sébastien Bourdais   | Toro Rosso-Ferrari  | 1:18.916  |          |           | 18   |
| 17      | 20     | Adrian Sutil         | Force India-Ferrari | 1:19.108  |          |           | 16   |
| 18      | 21     | Giancarlo Fisichella | Force India-Ferrari | 1:19.165  |          |           | 17   |
| 19      | 16     | Jenson Button        | Honda               | 1:23.565  |          |           | 20   |
| 20      | 15     | Sebastian Vettel     | Toro Rosso-Ferrari  | geen tijd |          |           | 19   |

## Race
| Positie | Nummer | Coureur              | Team                | Rondes | Tijd/Oorzaak uitval | Startplaats | Punten |
| ------- | ------ | -------------------- | ------------------- | ------ | ------------------- | ----------- | ------ |
| 1       | 4      | Robert Kubica        | BMW Sauber          | 70     | 1:36:24.227         | 2           | 10     |
| 2       | 3      | Nick Heidfeld        | BMW Sauber          | 70     | +16.495             | 8           | 8      |
| 3       | 9      | David Coulthard      | Red Bull-Renault    | 70     | +23.352             | 13          | 6      |
| 4       | 12     | Timo Glock           | Toyota              | 70     | +42.627             | 11          | 5      |
| 5       | 2      | Felipe Massa         | Ferrari             | 70     | +43.934             | 6           | 4      |
| 6       | 11     | Jarno Trulli         | Toyota              | 70     | +47.775             | 14          | 3      |
| 7       | 17     | Rubens Barrichello   | Honda               | 70     | +53.597             | 9           | 2      |
| 8       | 15     | Sebastian Vettel     | Toro Rosso-Ferrari  | 70     | +54.120             | 19          | 1      |
| 9       | 23     | Heikki Kovalainen    | McLaren-Mercedes    | 70     | +54.433             | 7           |        |
| 10      | 7      | Nico Rosberg         | Williams-Toyota     | 70     | +54.749             | 5           |        |
| 11      | 16     | Jenson Button        | Honda               | 70     | +1:07.540           | 20          |        |
| 12      | 10     | Mark Webber          | Red Bull-Renault    | 70     | +1:11.299           | 10          |        |
| 13      | 14     | Sébastien Bourdais   | Toro Rosso-Ferrari  | 69     | +1 ronde            | 18          |        |
| Ret     | 21     | Giancarlo Fisichella | Force India-Ferrari | 51     | Ongeval             | 17          |        |
| Ret     | 8      | Kazuki Nakajima      | Williams-Toyota     | 46     | Ongeval             | 12          |        |
| Ret     | 5      | Fernando Alonso      | Renault             | 44     | Ongeval             | 4           |        |
| Ret     | 6      | Nelson Piquet jr.    | Renault             | 43     | Remmen              | 15          |        |
| Ret     | 1      | Kimi Räikkönen       | Ferrari             | 19     | Aanrijding          | 3           |        |
| Ret     | 22     | Lewis Hamilton       | McLaren-Mercedes    | 19     | Aanrijding          | 1           |        |
| Ret     | 20     | Adrian Sutil         | Force India-Ferrari | 13     | Versnellingsbak     | 16          |        |

## Noot
- Dit was de driehonderdste Grand Prix-start voor een Japanse coureur.
- Eerste rondes als raceleider voor Timo Glock.
- Eerste (en enige) Grand Prix-winst en vijfde podiumplaats voor Robert Kubica en voor een Poolse coureur.

1967 · 1968 · 1969 · 1970 · 1971 · 1972 · 1973 · 1974 · 1976 · 1977 · 1978 · 1979 · 1980 · 1981 · 1982 · 1983 · 1984 · 1985 · 1986 · 1988 · 1989 · 1990 · 1991 · 1992 · 1993 · 1994 · 1995 · 1996 · 1997 · 1998 · 1999 · 2000 · 2001 · 2002 · 2003 · 2004 · 2005 · 2006 · 2007 · 2008 · 2010 · 2011 · 2012 · 2013 · 2014 · 2015 · 2016 · 2017 · 2018 · 2019 · 2022 · 2023 · 2024 · 2025 · 2026 · 2027 · 2028 · 2029